# Loena 15
Loena 15 (Russisch: Луна-15) (Ye-8-5 serie) was een onbemand ruimtevaartuig van de Sovjet-Unie en maakte deel uit van het Loenaprogramma.
Op 21 juli 1969, het tijdstip dat de Apollo 11 astronauten de eerste wandeling van mensen op de maan voltooiden, begon een onbemand Sovjet-ruimtescheepje dat zich in een baan om de maan bevond, de Loena 15, aan een afdaling naar het maanoppervlak. De lancering had drie dagen voor die van de Apollo 11 plaatsgevonden. Het was de derde poging van de Sovjet-Unie om maanstof terug te brengen naar de aarde. Het Russische ruimtescheepje sloeg echter te pletter om 15.50 uur UT, enkele uren voor het geplande vertrek van de Amerikanen.

## Missie
Loena 15 was uitgerust om de ruimte rondom de maan, het zwaartekrachtveld van de maan en de chemische samenstelling van maanstenen te onderzoeken. Ze was ook in staat tot het maken van foto’s van het maanoppervlak. Loena 15 was in een baan tussen maan en aarde gebracht en vandaar naar de maan gezonden. Na een koerscorrectie op de dag na de lancering, halverwege de afstand, kwam ze in een baan om de maan, het was 10.00 uur UT op 17 juli 1969.
Ze bleef nog twee dagen in een baan om de maan, terwijl controleurs alle boordsystemen controleerden en twee baanmanoeuvres uitvoerden. 
Er was 86 keer met het scheepje gecommuniceerd en het had 52 omlopen op verschillende breedtegraden en op verschillende hoogte afgelegd, toen het zijn afdaling begon.
De astronauten Armstrong en Aldrin hadden reeds voet op de maan gezet, toen Loena 15 haar belangrijkste remraket liet branden om op het maanoppervlak te gaan landen. Het was 15:47 UT op 21 juli.
Helaas stopte het radioverkeer na vier minuten op 3 kilometer hoogte. Het ruimteschip sloeg in op het maanoppervlak op 21 juli 1969. Waarschijnlijk is het neergestort op een berg. De inslag coördinaten zijn 17° noorderbreedte en 60° oosterlengte in Mare Crisium, zo'n 800 km van de landingsplaats van Apollo 11. De Sovjet-Unie vermeldde vervolgens, dat "...de vlucht was beëindigd en dat de Loena zijn taak had verricht...", hetgeen natuurlijk onzin was aangezien het toestel bodemmonsters moest verzamelen. Er is een audio-opname van het neerstorten gemaakt door de Britse technici van de radiotelescoop in Jodrell Bank.

## Context en gevolgen
Dat de Sovjet-Unie en de Verenigde Staten beide afzonderlijk een ruimtemissie met hetzelfde doel uitvoerden, had alles te maken met de ruimtewedloop die als propaganda moest dienen in de Koude Oorlog. Loena 15 was echter ook het begin van samenwerking tussen de twee supermachten, want de Amerikanen mochten beschikken over het vluchtplan om botsingen te voorkomen.